# 棚氷

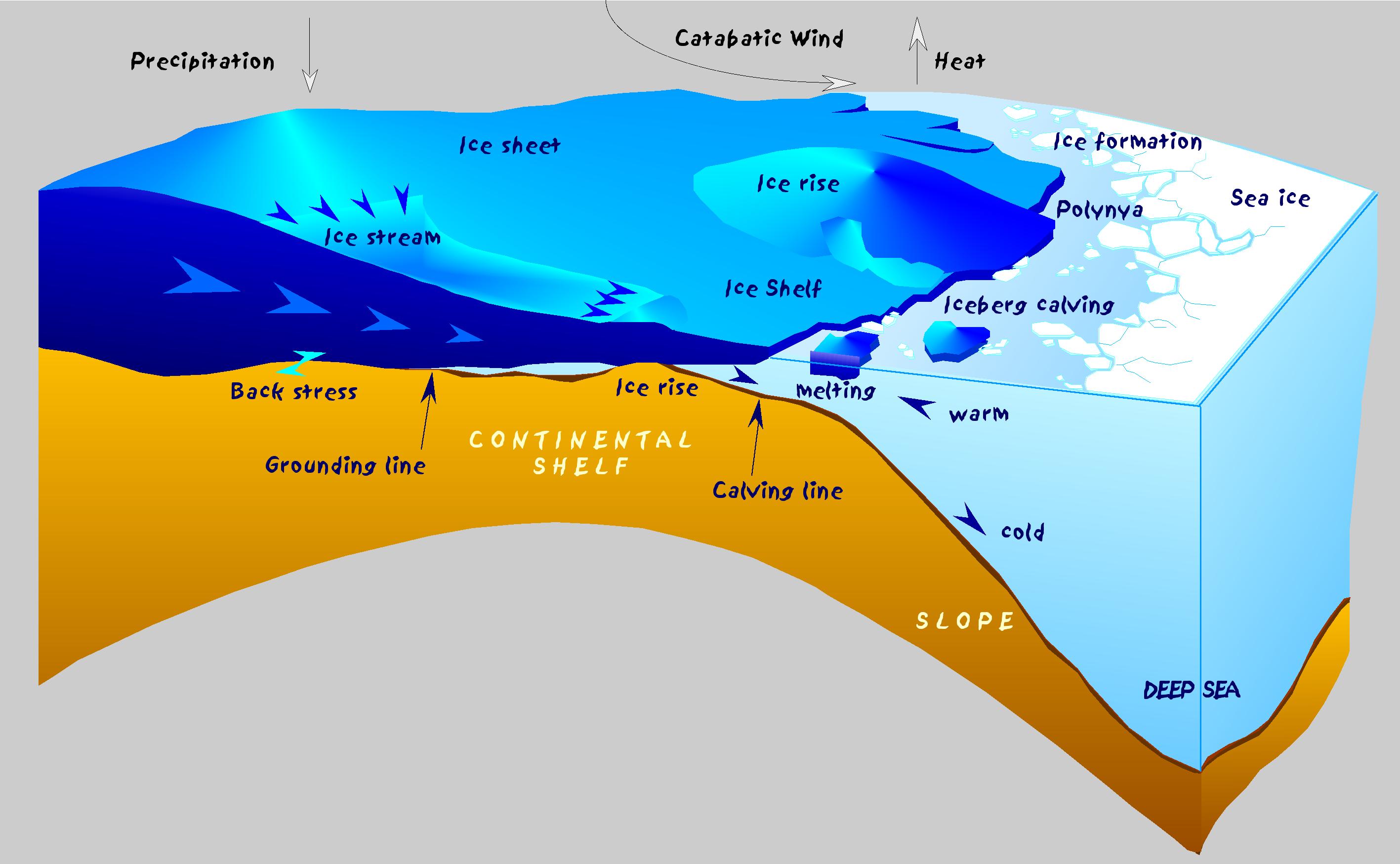
棚氷のイメージ

棚氷（たなごおり、英: ice shelf）とは、陸上の氷河または氷床が海に押し出され、陸上から連結して洋上にある氷を指す。その上面は多くの場合、平坦な形状となっている。氷棚（ひょうほう）とも呼ぶ。
洋上にある氷という点では、海氷と似ているが棚氷は陸上で形成され、海氷よりもだいぶ厚くなることがある点が異なる。海氷は通常、数m程度の厚さであるが棚氷はもっと厚く数十mの厚さとなることがある。
氷山とも、陸上の氷と連結している点が異なる。ただし、棚氷の先端部では、沖合いへ氷が移動する動きが行われており、波浪や解氷などによって氷の分離（カービング）が行われ、テーブル型氷山の生成が行われる。
南極・カナダ北部・グリーンランドなどの極地でのみ見られる。
地球上のほとんどの棚氷は南極氷床に存在している。大きさとしてはロス海に面するロス棚氷が地球上で最大であり、それにウェッデル海のフィルヒナー・ロンネ棚氷と東南極のアメリー棚氷が続く。
棚氷はカービングするか、海洋による底面・側面融解によって消失する。棚氷が消失すると、背後の氷河を支える力が失われるため、氷河の海洋への流出が加速的に進行する。
南極における棚氷融解の主な原因は、海洋が供給する熱であると考えられている。地球温暖化に伴って氷河の表面融解が進行すると、クレバスが成長しやすくなり、カービングによる崩壊のリスクが高まる。

## 北極の棚氷
カナダ
- アイルス棚氷(Ayles)
- ミルン棚氷(Milne)
- ワードハント棚氷(Ward Hunt)
- マクリントック棚氷(M'Clintock)
- マークハム棚氷(Markham)
- サーソン棚氷(Serson)
- エルズミーア棚氷 - 分裂

## 南極の棚氷
2001年現在の棚氷の一覧。
- ロス棚氷(Ross)
- ロンネ棚氷(Ronne)
- フィルヒナー棚氷(Filchner)
- アメリー棚氷(Amery)

南極の主要な棚氷
ロス (472960)
ロンネ・フィルヒナー (422420)
アメリー (62620)
ラーセンC (48600)
リーセル・ラーセン (48180)
フィンブル (41060)
シャクルトン (33820)
ジョージ6世 (23880)
ウエスト (16370)
ウィルキンス (13680)

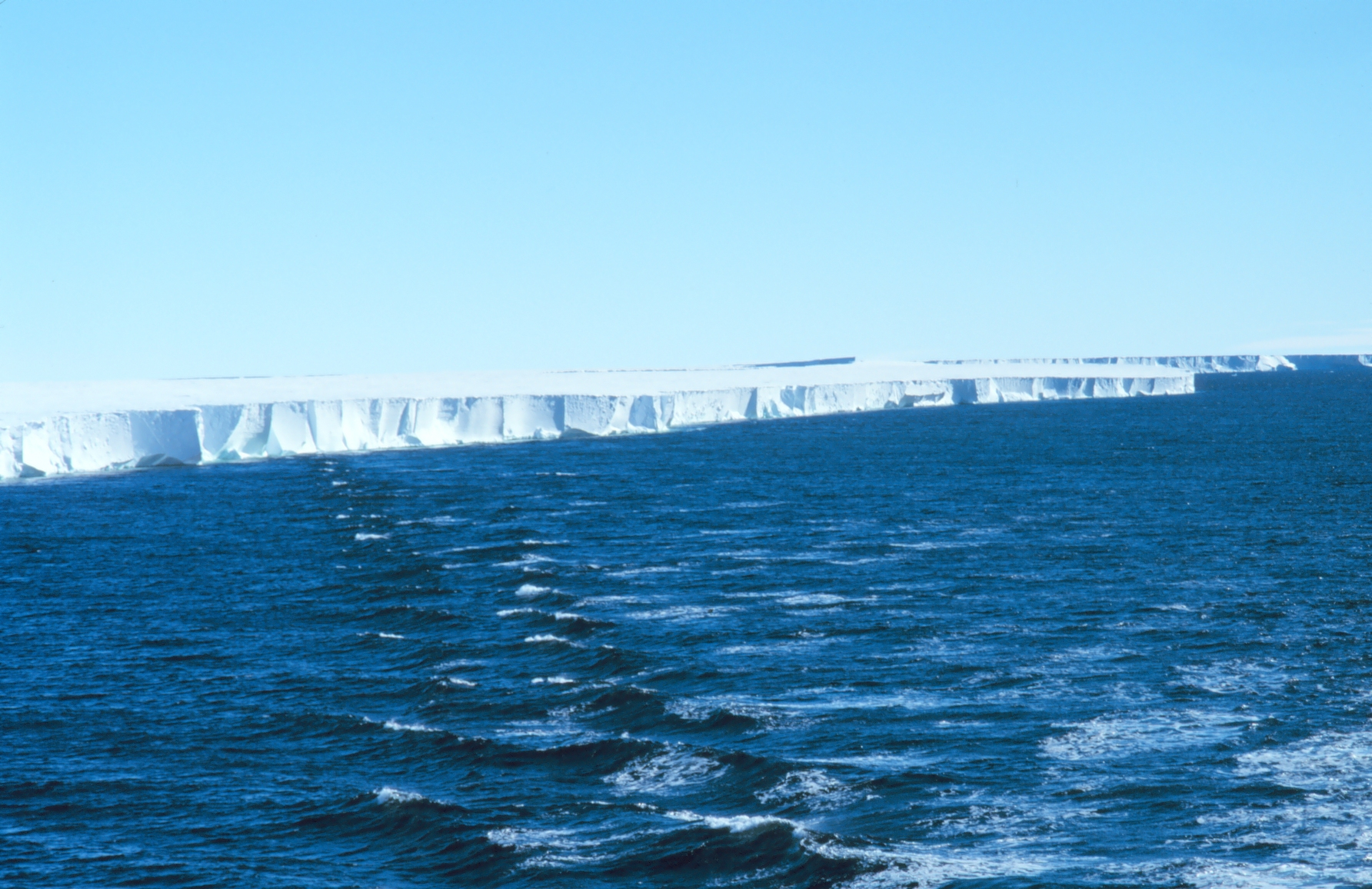
ロス棚氷

- ラーセン棚氷(Larsen)→ラーセンA・ラーセンBが氷山として分離、ラーセンC棚氷(Larsen C)のみが残存
- リーセル・ラーセン棚氷(Riiser-Larsen)
- フィンブル棚氷(Fimbul)
- シャクルトン棚氷(Shackleton)
- ジョージ6世棚氷(George VI)
- ウエスト棚氷(West)
- ウィルキンス棚氷(Wilkins)→2009年4月5日の時点で南極大陸からの分離が確認された[1]。
- ゲッツ棚氷(Getz)
- クック棚氷(Cook)
- ドットソン棚氷(Dotson)
- コスグローヴ棚氷(Cosgrove)
- アボット棚氷(Abbot)
- ヴェナブル棚氷(Venable)
- バッハ棚氷(Bach)
- プリンスグスタフ棚氷(Prince Gustav)
- ブラント棚氷(Brunt)
- キュアー棚氷(Quar)
- エクストレム棚氷(Ekström)
- ラザレフ棚氷(Lazarev)